# برنيس كلير
برنيس كلير (بالإنجليزية: Bernice Claire)‏ هي مغنية وممثلة أمريكية، ولدت في 22 مارس 1907 في الولايات المتحدة، وتوفيت في 17 يناير 2003 ببورتلاند في الولايات المتحدة.

## وصلات خارجية
- برنيس كلير على موقع IMDb (الإنجليزية)
- برنيس كلير على موقع ميوزك برينز (الإنجليزية)
- برنيس كلير على موقع أول موفي (الإنجليزية)
- برنيس كلير على موقع ديسكوغز (الإنجليزية)
- برنيس كلير على موقع قاعدة بيانات الفيلم (الإنجليزية)
- برنيس كلير على موقع كينوبويسك (الروسية)